# グレン・マクローリー
グレン・マクローリー（Glenn McCrory、1964年9月23日 - ）は、イギリス・イングランドの男性プロボクサー。ダラム出身。元IBF世界クルーザー級王者。

## 来歴
1984年2月6日、マクローリーはプロデビューを果たし初回KO勝ちで白星でデビューを飾った。
1987年9月27日、コモンウェルスイギリス連邦クルーザー級王者チサンダ・ムッティーと対戦し12回判定勝ちで王座獲得に成功した。
1988年1月21日、BBBofC英国クルーザー級王者ティー・ジェイと対戦し12回判定勝ちでBBBofC王座獲得と、コモンウェルス王座初防衛に成功した。
1988年4月22日、ルー・グラントと対戦し8回TKO勝ちでコモンウェルス王座2度目、BBBofC王座初防衛に成功した。
1989年6月3日、パトリック・ルムンバとイベンダー・ホリフィールドの返上で空位になったIBF世界クルーザー級王座決定戦を行い12回3-0(118-110、116-111、118-111)の判定勝ちで王座獲得に成功した。
1989年10月21日、シーザ・マカティニと対戦し11回1分7秒KO勝ちで初防衛に成功した。
1990年3月22日、ジェフ・ランプキンと対戦し3回2分20秒KO負けで2度目の防衛に失敗し王座から陥落した。
1991年9月30日、BBBofC並びにEBUヨーロッパヘビー級王者レノックス・ルイスと対戦し2回KO負けで王座獲得に失敗した。
1993年7月16日、モスクワのCSKAでIBF世界クルーザー級王者アルフレッド・コールと対戦し12回0-3（2者が109-118、110-117）の判定負けで3年ぶりの王座返り咲きに失敗したのを最後に現役を引退した。

## 獲得タイトル
- コモンウェルスイギリス連邦クルーザー級王座
- BBBofC英国クルーザー級王座
- 第5代IBF世界クルーザー級王座(防衛1)